# Сирс (лунный кратер)
Кратер Сирс (лат. Seares) — большой древний ударный кратер в северной приполярной области обратной стороны Луны. Название присвоено в честь американского астронома Фредерика Хэнли Сирса (1873—1964) и утверждено Международным астрономическим союзом в 1970 г. Образование кратера относится к донектарскому периоду.

## Описание кратера
Ближайшими соседями кратера являются кратер Шварцшильд на западе-юго-западе; кратер Би Шэн на севере; кратер Миланкович на северо-востоке; кратер Карпинский на востоке и кратер Скьеллеруп на юго-востоке. Селенографические координаты центра кратера 73°44′ с. ш. 147°14′ в. д. / 73,74° с. ш. 147,23° в. д., диаметр 99,5 км, глубина 2,9 км.
Кратер Сирс имеет полигональную форму и значительно разрушен. Вал сглажен, перекрыт множеством кратеров различного размера и превратился в кольцо отдельных пиков и хребтов. Северо-восточную оконечность вала перекрывает сателлитный кратер Сирс B. Северо-западная часть кратера Сирс частично перекрывает безымянный кратер сопоставимого размера. Дно чаши пересеченное, испещрено множеством мелких кратеров. В южной части чаши просматриваются остатки крупного кратера обозначенные полигональным хребтом.

## Сателлитные кратеры

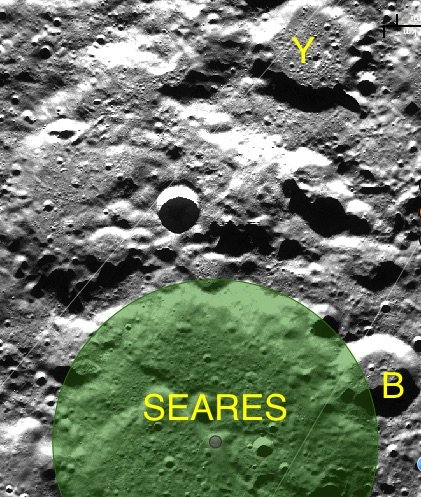
Изображение с сайта Международного астрономического союза.

| Сирс | Координаты                                              | Диаметр, км |
| ---- | ------------------------------------------------------- | ----------- |
| B    | 75°11′ с. ш. 151°20′ в. д. / 75,18° с. ш. 151,34° в. д. | 26,1        |
| Y    | 77°29′ с. ш. 141°01′ в. д. / 77,49° с. ш. 141,02° в. д. | 36,9        |